# Ngargoyoso (plaats)
Ngargoyoso is een bestuurslaag in het regentschap Karanganyar van de provincie Midden-Java, Indonesië. Ngargoyoso telt 4019 inwoners (volkstelling 2010).